# Phương trình trạng thái khí lý tưởng
Phương trình trạng thái khí lý tưởng, đôi khi còn gọi là Phương trình Clapeyron-Mendeleev, là một phương trình thể hiện mối liên hệ giữa các đại lượng áp suất, thể tích, và nhiệt độ của một khối khí lý tưởng nằm trong cân bằng nhiệt động lực học. Nó cũng được sử dụng như là một cách đơn giản để ước lượng hành vi của khối khí trong các điều kiện khác nhau, mặc dù vẫn còn một số hạn chế. Người đầu tiên viết ra phương trình này là Benoit Clapeyron vào năm 1834 như một sự kết hợp kinh nghiệm của định luật Boyle, định luật Charles và định luật Avogadro. Phương trình này có dạng:
{\displaystyle pV=nRT=nk_{\text{B}}N_{\text{A}}T=TNk_{\text{B}}}
với: 
{\displaystyle p} là áp suất tuyệt đối của khối khí,
{\displaystyle V} là thể tích của khối khí,
{\displaystyle n} là số mol của khối khí,
{\displaystyle R} là hằng số khí ,
{\displaystyle T} là nhiệt độ tuyệt đối của khối khí,
{\displaystyle k_{\text{B}}} là hằng số Boltzmann,
{\displaystyle N_{\text{A}}} là hằng số Avogadro,
{\displaystyle N} là mật độ (số phân tử) của khối khí,
Trong hệ đo lường quốc tế, p đo bằng pascal, V đo bằng mét khối, T đo bằng kelvin và n đo bằng mol thì hằng số R là:
{\displaystyle 8.314462\left[m^{3}\cdot Pa\cdot mol^{-1}\cdot K^{-1}\right]}
Trong hệ đo lường khác, giá trị của R cũng hay được dùng là {\displaystyle {\frac {22.4}{273}}\approx 0.0821\left[l\cdot atm\cdot mol^{-1}\cdot K^{-1}\right]}.
Phương trình này chỉ là gần đúng cho các khí thực. Nó sẽ chính xác hơn nếu khí thực nằm trong trạng thái gần với khí lý tưởng, như cho các khí đơn nguyên tử, ở nhiệt độ cao và áp suất thấp. Phương trình này bỏ qua kích thước của các hạt trong chất khí so với toàn bộ thể tích của khí, cũng như bỏ qua tương tác giữa các hạt, ngoài tương tác va chạm đàn hồi tại khoảng cách vô cùng nhỏ giữa chúng. Với khí thực các phương trình trạng thái khác như phương trình Van der Waals có tính đến các hiệu ứng kể trên và chính xác hơn.